# 小笠原信定
小笠原 信定（おがさわら のぶさだ、永正18年（1521年） - 永禄12年1月6日（1569年2月1日））は、戦国時代の信濃国の武将。府中小笠原家の一族。小笠原長棟の次男。鈴岡城主。子に小笠原長継がいる。兄に小笠原長時。通称は孫次郎、民部大輔。母は浦野氏。

## 生涯
分家である松尾小笠原家に対抗するため父と兄により派遣され、鈴岡小笠原家を再興し、のちに松尾城に移る。兄の長時が塩尻峠の戦いで武田晴信に敗北した後も、伊那地方に拠り抵抗を続けたが、天文23年（1554年）に武田氏の伊那侵攻に敗れ地元での勢力を失った。
拠り所を無くした信定は兄とともに東海道を上洛し、当時畿内方面で勢力の大きかった三好氏を頼り客将となり、摂津芥川城に滞在した。三好家は小笠原一族の支流とされる。永禄11年（1568年）、将軍足利義昭を奉じた織田信長によって芥川城を落城させられた。
永禄12年（1569年）、前将軍足利義栄を擁していた三好三人衆（三好長逸・三好宗渭・石成友通）らと共に、京の六条本圀寺に立て籠もった義昭を襲撃したが（本圀寺の変）、義昭を弑することは叶わず、将軍の急を聞きつけて救援に駆けつけた細川藤孝、北河内国の三好義継、摂津国の池田勝正・伊丹親興らと三人衆側軍は京都の桂川で戦闘となり、信定は敗死した。
墓所は山城国成恩寺。子の長継は、小笠原貞慶・秀政父子に仕えた。